# Claude Baqué
Claude Baqué, né en 1957 à Mayenne, est un metteur en scène et comédien français, réalisateur et traducteur.

## Biographie
Après une formation littéraire en khâgne, puis à l’Université de Haute-Bretagne, il s’oriente vers le théâtre et suit une formation d’acteur au Studio 34, à Paris.
Il joue notamment sous la direction de Philippe Adrien, Yves Babin, Isabelle Starkier et Carole Thibaut.
En 1987, il réalise un film moyen-métrage, Le Saut du renard, sélectionné aux Rencontres cinématographiques de Digne-les-Bains et au Festival International du Film du Caire.
Pour la création du Misanthrope de Molière à Beyrouth, en 1992, il fonde la compagnie Acte2deux.
De 2003 à 2007, il est accueilli par Patrice Martinet à l’Athénée Théâtre Louis-Jouvet, pour les créations de Septembre blanc de Neil LaBute, puis de deux pièces qu'il a traduites, Anatole d’Arthur Schnitzler et Eaux dormantes de Lars Norén.
Claude Baqué a traduit La Dame de la mer, de Henrik Ibsen, qu’il met en scène au Théâtre des Bouffes-du-Nord, en 2012.
En 2019, il écrit un scénario de long-métrage, La Dame qui marchait sur la pointe des pieds, sur le séjour à la Salpêtrière d’une mystique franciscaine, à la fin du XIXe siècle.
Il confonde, en décembre 2021, Les Films de l'Ymagier, coopérative de production audiovisuelle.

## Théâtre

### Metteur en scène
- 1983 : Voulez-vous jouer avec Môa ? de Marcel Achard, Le Kiosque, Mayenne

- 1985 : L’Air du large, de René de Obaldia, Théâtre de Poche, Lyon, et Théâtre Marie-Stuart, Paris
- 1992 : Le Misanthrope de Molière, Centre Culturel Français de Beyrouth, tournée au Liban
- 1996 : Pièces rupestres, d’Armando Llamas, Rencontres à la Cartoucherie, Paris
- 1997 : Matrices, d’Armando Llamas, Rencontres à la Cartoucherie, Paris
- 2000 : Abîme aujourd’hui la ville[9], de François Bon, Théâtre du Chien qui fume, Avignon
- 2002 : Bobby Fischer vit à Pasadena[9], de Lars Norén, Le Kiosque, Mayenne, et Théâtre de l’Opprimé, Paris
- 2003 : Septembre  blanc[9], de Neil Labute, L’Athénée Théâtre Louis-Jouvet, Paris
- 2003 : Anatole[9], d’Arthur Schnitzler, L’Athénée Théâtre Louis-Jouvet, Paris
- 2004 : Entre courir et voler[9], de Jacques Gamblin, La Comète Scène Nationale de Châlons-en-Champagne et Théâtre de Saint-Quentin en Yvelines Scène Nationale
- 2007 : Eaux dormantes[9], de Lars Norén, L’Athénée Théâtre Louis-Jouvet, Paris
- 2012 : La Dame de la mer[9] de Henrik Ibsen, La Comète Scène Nationale de Châlons-en-Champagne[10] et Théâtre des Bouffes du Nord, Paris

### Comédien
- 1978 : Le Carnaval des dupes, d'après Ruzzante, mise en scène Paul-André Sagel, Rennes
- 1979 : Les Oiseaux, d'Aristophane, mise en scène Paul-André Sagel et Hubert Lenoir, Saint-Brieuc
- 1982 : Dom Juan, de Molière, mise en scène Francis Sarthou, École Nationale Supérieure des Beaux-Arts, Paris
- 1982 : Une demande en mariage, d'Anton Tchekhov et Les Pavés de l'ours, de Georges Feydeau, mise en scène Marcelle Tassencourt, Théâtre Montansier, Versailles
- 1983 : Faut aimer la vie, d'après Georges Perros, mise en scène François Béchu et Alain Leverrier, Théâtre de la Parcheminerie, Rennes
- 1984 : Parking du ciel, de Marc Wetzel, mise en scène, Gasteig, Münich
- 1989 : Le Crépuscule du rêve, de Daniel Gilles et Marc Delta, mise en scène Marc Delta, Dugny
- 1992 : Le Baladin du monde occidental, de J.-M. Synge, mise en scène Philippe Adrien, Théâtre national de Bretagne, Rennes
- 1994 : Le petit cheval est bien fatigué, d'Annie Mercier, mise en scène Yves Babin, Caen
- 1995 : La Misère du monde, de Pierre Bourdieu, mise en scène Philippe Adrien et Catherine Riboli, Rencontres à la Cartoucherie, Paris
- 1996 : L'Un dans l’autre, d'après Henri Calet, mise en scène Yves Babin, Caen
- 1998 : Les Exclusés, de Sonia Branglidor, Jean-Jacques Devaux, Victor Haïm, Guillaume Hasson, Frédéric Sabrou, Daniel Soulier, mise en scène Isabelle Starkier, Théâtre de l'Épée de Bois, Paris
- 2001 : Correspondance Georges Perros-Lorand Gaspar[11], avec Jacques Gamblin, Les Correspondances, Manosque / Reprise à Roubaix, 2003[12]
- 2009 : Avec le couteau le pain, écrit et mis en scène par Carole Thibaut, Confluences, Paris

## Filmographie

### Réalisateur
- 1987 : Le Saut du renard, moyen-métrage de fiction

### Scénariste
- 1985: Le Saut de renard, coécrit avec François Olivier.
- 1993 : Noces de plâtre, long-métrage de fiction
- 2019 : La Dame qui marchait sur la pointe des pieds, long-métrage de fiction. Publication aux Éditions de l'insu, Paris, 2022 - postface de Pierre Bruno   (ISBN 978-2-490743-14-8)

### Comédien
- 1991 : Années de plume, années de plomb, téléfilm de Nicolas Ribowski
- 1993 : Tout ça pour ça ! , film de Claude Lelouch
- 1996 : En danger de vie, téléfilm de Bruno Gantillon

## Traductions

### Théâtre
- 2003 : Anatole[13], d’Arthur Schnitzler, créé à l’Athénée Théâtre Louis-Jouvet[14], 2003, texte non publié
- 2005 : Eaux dormantes[13], de Lars Norén, publié sous le titre de Tristano à L’Arche Éditeur, 2007[15]
- 2010 : La Dame de la mer[13], de Henrik Ibsen, Acte2Deux, 2012  (ISBN 978-2-9541322-0-4)
- 2015 : Ravissement, de Victoria Benedictsson (co-traduit avec Katrin Ahlgren). Texte non publié

### Psychanalyse
- Norekdal, d’Alexander Grinstein (« On Sigmund Freud's dreams ») Revue Psychanalyse Yetu No 46, Érès